# Juan Mata
Juan Manuel Mata García (wym. [ˈxwan manˈwel ˈmata]; ur. 28 kwietnia 1988 w Villafranca Montes de Oca) – hiszpański piłkarz grający na pozycji pomocnika w australijskim klubie Western Sydney Wanderers. W latach 2009-2016 reprezentant Hiszpanii. Zwycięzca Mistrzostw Świata 2010 oraz Mistrzostw Europy 2012. Uczestnik Mistrzostw Świata 2014.
W swojej karierze występował m.in. w takich klubach jak: Manchester United, Chelsea, Valencia, Galatasaray czy Real Madryt B.

## Kariera klubowa
Wychowanek klubu Real Oviedo, od 2003 do 2006 roku zawodnik juniorskich zespołów Realu Madryt. W sezonie 2006/2007 podstawowy gracz Realu Madryt Castilla, występującego w Segunda División.
Latem 2007 roku przeszedł na zasadzie wolnego transferu do Valencii. 2 września zadebiutował w jej barwach w Primera División w wygranym 2:1 meczu z Almeríą, natomiast pierwszego gola strzelił 3 lutego 2008 w spotkaniu z Realem Valladolid. W 2008 roku wraz z Valencią zdobył puchar Hiszpanii – w wygranym 3:1 finale z Getafe CF zdobył jedną z bramek. W sezonie 2007/2008 zadebiutował również w europejskich pucharach – 11 grudnia 2007 zagrał w spotkaniu Ligi Mistrzów z Chelsea.
Podstawowym zawodnikiem Valencii stał się w połowie grudnia 2007 roku. W sezonach 2008/2009 i 2009/2010 regularnie występował w rozgrywkach Pucharu UEFA/Ligi Europy, natomiast w sezonie 2010/2011 rozegrał siedem meczów i zdobył jednego gola (z rzutu karnego w meczu fazy grupowej z tureckim Bursasporem) w Lidze Mistrzów.
21 sierpnia 2011 roku Chelsea porozumiała się z Valencią w sprawie transferu Maty. Trzy dni później Hiszpan został zawodnikiem londyńskiego klubu, podpisując z nim pięcioletni kontrakt. W nowym zespole zadebiutował 27 sierpnia w wygranym 3:1 meczu z Norwich City, w którym strzelił jednego z trzech goli dla swojej drużyny. W sezonie 2011/2012 wraz z Chelsea zdobył puchar Anglii, wygrał również Ligę Mistrzów – w spotkaniu finałowym z Bayernem Monachium wystąpił w podstawowym składzie, a w serii rzutów karnych nie zdobył bramki (Manuel Neuer obronił). W sezonie 2013/14 po przyjściu do klubu nowego trenera – Jose Mourinho, Mata zasiadł na ławce rezerwowych. Nie wystąpił w Superpucharze Europy w meczu z Bayernem, a jego drużyna uległa w rzutach karnych. Dopiero po kilku meczach portugalski szkoleniowiec dał zagrać w podstawowym składzie The Blues. Ostatecznie Mata znowu wrócił do pierwszego składu londyńskiej drużyny.
24 stycznia 2014 roku Manchester United poinformował, że ustalił z Chelsea warunki transferu Maty. Dzień później piłkarz oficjalnie podpisał kontrakt z nowym klubem. 28 stycznia 2014 roku zadebiutował w meczu z Cardiff City wygranym przez zespół z Manchesteru 2:0, Mata zanotował asystę przy drugim trafieniu. 29 marca 2014 zdobył pierwszego gola w barwach United, w wygranym 4:1 spotkaniu z Aston Villą. Od 1 lipca 2021 roku, po wygaśnięciu kontraktu z Manchesterem United, był wolnym zawodnikiem. Następnego dnia ponownie związał się roczną umową z tym klubem. 2 czerwca 2022 roku Manchester United poinformował o nie przedłużeniu kontraktu z Matą.

## Kariera reprezentacyjna
W 2006 wraz z reprezentacją Hiszpanii U-19 został mistrzem Europy. W turnieju, który został rozegrany w Polsce strzelił cztery gole (w tym hat-tricka w spotkaniu grupowym z Turcją) w pięciu meczach. Rok później uczestniczył w mistrzostwach świata do lat 20 w Kanadzie – wystąpił w czterech pojedynkach i zdobył dwie bramki. W 2007 zadebiutował w reprezentacji U-21, z którą w 2011 wywalczył mistrzostwo Europy oraz został wybrany do drużyny gwiazd turnieju.

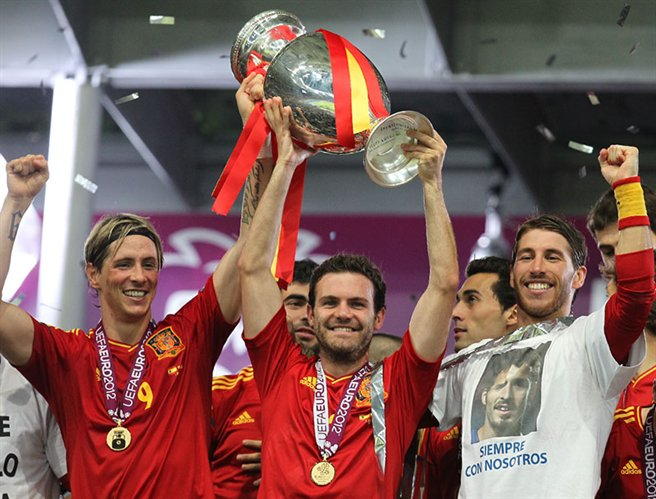
Mata wraz z Fernando Torresem i Sergio Ramosem świętujący wygranie Euro 2012.

W seniorskiej reprezentacji Hiszpanii zadebiutował 28 marca 2009 w wygranym 1:0 meczu z Turcją. W tym samym roku wziął udział w Pucharze Konfederacji – wystąpił w dwóch spotkaniach, zaś Hiszpania zajęła trzecie miejsce. W 2010 roku wraz z reprezentacją został mistrzem świata. W turnieju, który odbył się w Republice Południowej Afryki zagrał jedynie w meczu fazy grupowej z Hondurasem (2:0), zmieniając w drugiej połowie Fernando Torresa.
W mistrzostwach Europy w Polsce i na Ukrainie (2012) wystąpił jedynie w wygranym 4:0 meczu finałowym z Włochami, w którym zmienił w 87. minucie Andrésa Iniestę i chwilę później strzelił czwartego gola dla Hiszpanów. Następnie uczestniczył w igrzyskach olimpijskich w Londynie, w których był podstawowym zawodnikiem reprezentacji – zagrał we wszystkich trzech meczach kadry w podstawowym składzie.

## Statystyki kariery

### Klubowe
(aktualne na 22 maja 2022)
| Klub               | Sezon              | Liga               | Liga  | Liga   | Puchar kraju | Puchar kraju | Puchar ligi | Puchar ligi | Europa | Europa | Inne  | Inne   | Suma  | Suma   |
| Klub               | Sezon              | Liga               | Mecze | Bramki | Mecze        | Bramki       | Mecze       | Bramki      | Mecze  | Bramki | Mecze | Bramki | Mecze | Bramki |
| ------------------ | ------------------ | ------------------ | ----- | ------ | ------------ | ------------ | ----------- | ----------- | ------ | ------ | ----- | ------ | ----- | ------ |
| Real Madryt B      | 2006/07            | Segunda División   | 39    | 10     | –            | –            | –           | –           | –      | –      | –     | –      | 39    | 10     |
| Valencia CF        | 2007/08            | Primera División   | 24    | 5      | 8            | 4            | –           | –           | 1      | 0      | –     | –      | 33    | 9      |
| Valencia CF        | 2008/09            | Primera División   | 37    | 11     | 2            | 1            | –           | –           | 6      | 1      | 2     | 1      | 47    | 14     |
| Valencia CF        | 2009/10            | Primera División   | 35    | 9      | 2            | 0            | –           | –           | 14     | 5      | –     | –      | 51    | 14     |
| Valencia CF        | 2010/11            | Primera División   | 33    | 8      | 3            | 0            | –           | –           | 7      | 1      | –     | –      | 43    | 9      |
| Chelsea            | 2011/12            | Premier League     | 34    | 6      | 7            | 4            | 1           | 0           | 12     | 2      | –     | –      | 54    | 12     |
| Chelsea            | 2012/13            | Premier League     | 35    | 12     | 6            | 1            | 5           | 2           | 14     | 4      | 4     | 1      | 64    | 20     |
| Chelsea            | 2013/14            | Premier League     | 13    | 0      | 0            | 0            | 2           | 1           | 2      | 0      | –     | –      | 17    | 1      |
| Manchester United  | 2013/14            | Premier League     | 15    | 6      | 0            | 0            | 0           | 0           | 0      | 0      | 0     | 0      | 15    | 6      |
| Manchester United  | 2014/15            | Premier League     | 33    | 9      | 2            | 1            | 0           | 0           | –      | –      | –     | –      | 35    | 10     |
| Manchester United  | 2015/16            | Premier League     | 38    | 6      | 4            | 3            | 1           | 0           | 11     | 1      | –     | –      | 54    | 10     |
| Manchester United  | 2016/17            | Premier League     | 25    | 6      | 3            | 0            | 3           | 2           | 10     | 2      | 1     | 0      | 42    | 10     |
| Manchester United  | 2017/18            | Premier League     | 28    | 3      | 5            | 0            | 1           | 0           | 6      | 0      | 0     | 0      | 40    | 3      |
| Manchester United  | 2018/19            | Premier League     | 22    | 3      | 3            | 1            | 1           | 1           | 6      | 1      | –     | –      | 32    | 6      |
| Manchester United  | 2019/20            | Premier League     | 19    | 0      | 4            | 1            | 3           | 0           | 11     | 2      | –     | –      | 37    | 3      |
| Manchester United  | 2020/21            | Premier League     | 9     | 1      | 1            | 0            | 2           | 2           | 6      | 0      | –     | –      | 18    | 3      |
| Manchester United  | 2021/22            | Premier League     | 7     | 0      | 1            | 0            | 1           | 0           | 3      | 0      | –     | –      | 12    | 0      |
| Ogólnie w karierze | Ogólnie w karierze | Ogólnie w karierze | 446   | 95     | 51           | 16           | 20          | 8           | 109    | 19     | 7     | 2      | 633   | 140    |

### Reprezentacja
(aktualne na 15 listopada 2016)
| Reprezentacja | Rok     | Mecze | Bramki |
| ------------- | ------- | ----- | ------ |
| Hiszpania     | 2009    | 7     | 3      |
| Hiszpania     | 2010    | 3     | 0      |
| Hiszpania     | 2011    | 6     | 2      |
| Hiszpania     | 2012    | 4     | 1      |
| Hiszpania     | 2013    | 12    | 3      |
| Hiszpania     | 2014    | 2     | 1      |
| Hiszpania     | 2015    | 4     | 0      |
| Hiszpania     | 2016    | 3     | 0      |
| Ogólnie       | Ogólnie | 41    | 10     |

## Sukcesy
Valencia
- Puchar Króla (1): 2007/2008

Chelsea
- Puchar Anglii (1): 2011/2012
- Liga Mistrzów UEFA (1): 2011/2012
- Liga Europy UEFA (1): 2012/2013

Manchester United
- Puchar Anglii (1): 2015/2016
- Tarcza Wspólnoty (1): 2016
- Puchar Ligi (1): 2016/2017
- Liga Europy UEFA (1): 2016/2017

### Sukcesy reprezentacyjne
- Złoty medal na Mistrzostwach Świata (1): 2010
- Złoty medal na Mistrzostwach Europy (1): 2012
- Srebrny medal na Pucharze Konfederacji (1): 2013
- Złoty medal na Mistrzostwach Europy U-19 (1): 2006
- Złoty medal na Mistrzostwach Europy U-21 (1): 2011

## Nagrody
- Mistrzostwa Europy U-21 Golden Player: 2011
- Mistrzostwa Europy U-21 Brązowy But: 2011
- Mistrzostwa Europy U-21 Drużyna turnieju: 2011
- Jedenastka sezonu Premier League 2012/2013 według PFA
- Piłkarz Roku Chelsea: 2012, 2013[21]
- Najlepszy gracz finału FA Cup: 2012
- Gracz miesiąca Premier League: 2012 (październik)
- Najwięcej asyst w Premier League: 2012/2013